# Чусовской муниципальный округ
Чусовско́й муниципальный округ — муниципальное образование в Пермском крае России. Административный центр — город Чусовой.
В рамках административно-территориального устройства округ соответствует административно-территориальной единице город краевого значения Чусово́й.
Основу экономики округа составляет чёрная металлургия, лесозаготовительная, деревообрабатывающая, мукомольно-комбикормовая, пищевая, молочная промышленность, производство стройматериалов. Градообразующим предприятием являлся Чусовской металлургический завод.

## Географическое положение
Расположен на юго-востоке края. Граничит с Пермским и Кунгурским  муниципальными округами, а также Горнозаводским, Гремячинским, Добрянским и Лысьвенским городскими округами Пермского края.
Протяжённость территории с севера на юг — 70 км, с востока на запад — 85 км. Площадь округа составляет 3496,04 км².
Климат умеренно-континентальный. Округ входит в зону тайги. Распространён карст.
Расстояние до краевого центра — 115 км.

## История
В 1923—1934, 1959—1963 и 1964—2001 годах существовал Чусовской район, центром которого был Чусовой, ставший городом в 1933 году. В 1934 году Чусовой стал городом областного подчинения и был выведен из состава упразднённого района. Чусовой вместе с подчинёнными его горсовету населёнными пунктами с 1934 года входил в Свердловскую область, а с 3 октября 1938 года — в Пермскую область.
По состоянию на начало 1947 года Чусовскому горсовету подчинялись 4 сельсовета и 9 рабочих посёлков: Бисер, Калино, Кусье-Александровское, Лямино, Пашия, Промысла, Сараны, Скальный, Тёплая Гора.
Чусовскому горсовету на конец 1959 года подчинялись 9 посёлков городского типа Бисер, Кусье-Александровский, Медведка, Ново-Пашийский, Пашия, Промысла, Сараны, Скальный, Тёплая Гора. Восстановленный к концу 1959 года Чусовской район стал значительно меньше и включал лишь пгт Верхне-Чусовские Городки, Калино, Лямино и ряд сельских населённых пунктов.
По состоянию на начало 1965 года Чусовскому горсовету подчинялись 10 посёлков городского типа: Бисер, Комарихинский, Кусье-Александровский, Медведка, Новопашийский, Пашия, Промысла, Сараны, Скальный, Тёплая Гора; помимо этого в связи с объединением райсовета с горсоветом, последнему также были подчинены 3 пгт Чусовского района.
В 1965 году из восточной части территории, подчинённой Чусовскому горсовету, был выделен Горнозаводский район c центром в городе Горнозаводске (бывший р.п. Новопашийский).
По состоянию на 1970, 1979, 1981 и 1989 гг.  Чусовской горсовет состоял из одного города Чусовой.
В 2001 году Чусовской район был упразднён, а все его населённые пункты были напрямую подчинены городу областного (с 2005 года краевого) значения Чусовому. Однако название «Чусовской район» продолжает использоваться неофициально на бытовом уровне, в средствах массовой информации, на официальных сайтах органов власти как синоним муниципального района, при навигации.

## Население
| 2000    | 2002    | 2005    | 2006    | 2007    | 2008    | 2009    | 2010    | 2011    |
| ------- | ------- | ------- | ------- | ------- | ------- | ------- | ------- | ------- |
| 78 957  | ↘77 111 | ↘75 283 | ↘74 500 | ↘73 900 | ↘73 314 | ↘72 700 | ↘71 187 | ↘71 089 |
| 2012    | 2013    | 2014    | 2015    | 2016    | 2017    | 2018    | 2019    | 2020    |
| ↘70 555 | ↘69 896 | ↘69 524 | ↘69 107 | ↘68 650 | ↘68 073 | ↘67 353 | ↘66 381 | ↘65 599 |
| 2021    | 2023    |         |         |         |         |         |         |         |
| ↘65 560 | ↘64 392 |         |         |         |         |         |         |         |

### Урбанизация
В городских населённых пунктах (Чусовой, Лямино, Калино, Скальный) проживают 81,35 % населения округа.

### Национальный состав
Национальный состав населения по переписи 2010 года, сведения о национальности были получены у 69 523 человек (97,7 %), из них: русские — 64 296 чел. (92,5 %), татары — 2954 чел. (4,2 %), украинцы — 420 чел. (0,6 %), коми-пермяки — 363 чел. (0,5 %).

## Муниципальное устройство
В рамках организации местного самоуправления на территории, подчинённой городу краевого значения, образован Чусовской муниципальный округ.

Первоначально, в 2004—2019 годах существовал Чусовской муниципальный район, в состав которого входило 8 муниципальных образований: 1 городское и 7 сельских поселений. В 2019 году муниципальный район и все входившие в его состав поселения были объединены в единое муниципальное образование — Чусовской городской округ. С 1 января 2025 года городской округ был преобразован в муниципальный.
| № | Наименование                                    | Административный центр          | Количество населённых пунктов | Население (чел.) | Площадь (км²) |
| - | ----------------------------------------------- | ------------------------------- | ----------------------------- | ---------------- | ------------- |
| 1 | Чусовское городское поселение                   | город Чусовой                   | 4                             | ↘48 719          | 135,64        |
| 2 | Верхнекалинское сельское поселение              | село Верхнее Калино             | 17                            | ↘2050            | 960,76        |
| 3 | Верхнечусовское Городковское сельское поселение | посёлок Верхнечусовские Городки | 3                             | ↘2013            | 21,35         |
| 4 | Калинское сельское поселение                    | рабочий посёлок Калино          | 7                             | ↘2413            | 135,26        |
| 5 | Комарихинское сельское поселение                | посёлок Комарихинский           | 9                             | ↘2270            | 460,12        |
| 6 | Никифоровское сельское поселение                | деревня Никифорово              | 18                            | ↘1039            | 918,19        |
| 7 | Сёльское сельское поселение                     | село Сёла                       | 8                             | ↗1223            | 127,14        |
| 8 | Скальнинское сельское поселение                 | рабочий посёлок Скальный        | 7                             | ↘6654            | 737,58        |

## Населённые пункты
В состав округа входят 74 населённых пункта: 4 городских (1 город и 3 рабочих посёлка) и 70 сельских населённых пунктов.
| №  | Населённый пункт        | Тип                   | Население | Бывшее муниципальное образование                |
| -- | ----------------------- | --------------------- | --------- | ----------------------------------------------- |
| 1  | Чусовой                 | город                 | ↘44 780   | Чусовское городское поселение                   |
| 2  | Калино                  | рабочий посёлок (пгт) | ↘1600     | Калинское сельское поселение                    |
| 3  | Лямино                  | рабочий посёлок (пгт) | ↘4408     | Чусовское городское поселение                   |
| 4  | Скальный                | рабочий посёлок (пгт) | ↘1596     | Скальнинское сельское поселение                 |
| 5  | Андрюково               | деревня               | →56       | Никифоровское сельское поселение                |
| 6  | Антыбары                | деревня               | ↗57       | Верхнекалинское сельское поселение              |
| 7  | Байкалово               | деревня               | ↘75       | Сёльское сельское поселение                     |
| 8  | Березник                | деревня               | →1        | Сёльское сельское поселение                     |
| 9  | Берёзовка               | деревня               | ↘12       | Комарихинское сельское поселение                |
| 10 | Бобровка                | посёлок               | ↘111      | Верхнекалинское сельское поселение              |
| 11 | Борисово                | деревня               | ↘123      | Верхнекалинское сельское поселение              |
| 12 | Брагино                 | деревня               | ↘1        | Никифоровское сельское поселение                |
| 13 | Брусун                  | деревня               | ↘5        | Верхнекалинское сельское поселение              |
| 14 | Валежная                | посёлок станции       | ↘113      | Комарихинское сельское поселение                |
| 15 | Ведерниково             | деревня               | ↘4        | Никифоровское сельское поселение                |
| 16 | Вереино                 | деревня               | ↘185      | Сёльское сельское поселение                     |
| 17 | Вереинский              | посёлок разъезда      | ↘18       | Калинское сельское поселение                    |
| 18 | Верхнее Калино          | село                  | ↘867      | Верхнекалинское сельское поселение              |
| 19 | Верхнечусовские Городки | посёлок               | ↘1841     | Верхнечусовское Городковское сельское поселение |
| 20 | Вилижная                | деревня               | ↘2        | Никифоровское сельское поселение                |
| 21 | Восход                  | деревня               | ↘25       | Скальнинское сельское поселение                 |
| 22 | Всесвятская             | посёлок               | ↘2061     | Скальнинское сельское поселение                 |
| 23 | Глазуново               | деревня               | →4        | Никифоровское сельское поселение                |
| 24 | Грузди                  | посёлок               | ↗32       | Скальнинское сельское поселение                 |
| 25 | Денисово                | деревня               | ↘13       | Комарихинское сельское поселение                |
| 26 | Ермаковка               | деревня               | ↘25       | Верхнекалинское сельское поселение              |
| 27 | Забегаево               | деревня               | →9        | Сёльское сельское поселение                     |
| 28 | Загорье                 | деревня               | ↘236      | Верхнечусовское Городковское сельское поселение |
| 29 | Заозерье                | деревня               | ↘5        | Верхнекалинское сельское поселение              |
| 30 | Заозерье                | деревня               | ↘11       | Никифоровское сельское поселение                |
| 31 | Заречка                 | деревня               | ↘19       | Верхнекалинское сельское поселение              |
| 32 | Казаево                 | деревня               | ↘2        | Верхнекалинское сельское поселение              |
| 33 | Казарма 120 км          | населённый пункт      | 0         | Чусовское городское поселение                   |
| 34 | Ключи                   | деревня               | ↘80       | Сёльское сельское поселение                     |
| 35 | Комарихинский           | посёлок               | ↘1125     | Комарихинское сельское поселение                |
| 36 | Комаришка               | деревня               | ↗41       | Верхнечусовское Городковское сельское поселение |
| 37 | Копально                | деревня               | ↘332      | Верхнекалинское сельское поселение              |
| 38 | Косогор                 | деревня               | ↘2        | Никифоровское сельское поселение                |
| 39 | Кошково                 | деревня               | 13        | Чусовское городское поселение                   |
| 40 | Красная Горка           | деревня               | ↘42       | Никифоровское сельское поселение                |
| 41 | Кряж                    | деревня               | →89       | Калинское сельское поселение                    |
| 42 | Куликово                | деревня               | ↗7        | Никифоровское сельское поселение                |
| 43 | Кутамыш                 | деревня               | →8        | Комарихинское сельское поселение                |
| 44 | Кутамыш                 | посёлок станции       | ↘400      | Комарихинское сельское поселение                |
| 45 | Кучино                  | деревня               | ↘118      | Верхнекалинское сельское поселение              |
| 46 | Лещевка                 | деревня               | ↘82       | Калинское сельское поселение                    |
| 47 | Лысманово               | деревня               | ↗9        | Комарихинское сельское поселение                |
| 48 | Макариха                | деревня               | ↘6        | Калинское сельское поселение                    |
| 49 | Мартелово               | деревня               | ↘36       | Верхнекалинское сельское поселение              |
| 50 | Мичурино                | деревня               | ↘47       | Верхнекалинское сельское поселение              |
| 51 | Мохнутино               | деревня               | →1        | Верхнекалинское сельское поселение              |
| 52 | Мульково                | деревня               | ↘115      | Калинское сельское поселение                    |
| 53 | Мыс                     | посёлок               | ↘257      | Верхнекалинское сельское поселение              |
| 54 | Нижнее Калино           | деревня               | ↘132      | Верхнекалинское сельское поселение              |
| 55 | Никифорово              | деревня               | ↗516      | Никифоровское сельское поселение                |
| 56 | Новосёловка             | деревня               | ↗8        | Никифоровское сельское поселение                |
| 57 | Пеньки                  | деревня               | ↘1        | Никифоровское сельское поселение                |
| 58 | Плесо                   | деревня               | ↘4        | Сёльское сельское поселение                     |
| 59 | Половинка               | посёлок               | ↘1078     | Скальнинское сельское поселение                 |
| 60 | Попово                  | деревня               | ↘20       | Никифоровское сельское поселение                |
| 61 | Саламатово              | деревня               | ↘194      | Верхнекалинское сельское поселение              |
| 62 | Сёла                    | село                  | ↗799      | Сёльское сельское поселение                     |
| 63 | Селянка                 | посёлок станции       | ↘300      | Комарихинское сельское поселение                |
| 64 | Сергинцы                | деревня               | ↘33       | Комарихинское сельское поселение                |
| 65 | Темная                  | деревня               | ↘18       | Верхнекалинское сельское поселение              |
| 66 | Тимкино                 | деревня               | ↘8        | Никифоровское сельское поселение                |
| 67 | Успенка                 | деревня               | ↗252      | Никифоровское сельское поселение                |
| 68 | Утес                    | посёлок               | ↘144      | Скальнинское сельское поселение                 |
| 69 | Центральный             | посёлок               | ↘168      | Никифоровское сельское поселение                |
| 70 | Центральный             | посёлок               | ↘680      | Скальнинское сельское поселение                 |
| 71 | Шалашная                | деревня               | ↘25       | Никифоровское сельское поселение                |
| 72 | Шалыги                  | деревня               | ↘46       | Сёльское сельское поселение                     |
| 73 | Шипицино                | деревня               | ↗3        | Калинское сельское поселение                    |
| 74 | Шушпанка                | деревня               | ↘22       | Никифоровское сельское поселение                |

### Упразднённые населённые пункты
В 2005 году были упразднены деревни Малышата, Сосновая Гора, Остров, посёлок станции Антыбары, в 2010 году — посёлок Камсплав. Ранее здесь существовали спецпоселения Верхний Шайтан, Нижний Шайтан, Створ.
Образованные населённые пункты
В 1998 году из состава посёлка Верхнечусовские Городки были выделены деревни Карьер и Первомайка, переименованные в 2003 году в Загорье и Комаришка соответственно.

## Природные ресурсы
Нефтедобыча
16 апреля 1929 года в долине реки Рассошка (район современного посёлка Верхнечусовские Городки) нашли «чёрное золото». Нефть была обнаружена в скважине № 20, пробурённой под руководством профессора Пермского университета Павла Преображенского. Впоследствии скважину стали ласково величать «Бабушкой». До этого нефть в СССР добывалась только в южных республиках, а территория России считалась бесперспективной. Здесь велась интенсивная геологоразведка, и к концу 1929 года на промысле работало уже около трёх тысяч человек.
Нефть из Верхнечусовских Городков помогла становлению экономики молодого советского государства. И хотя месторождение быстро иссякло (промысел прекратили в 1945 году), именно с него началось освоение нефтяных богатств Прикамья и всей Волго-Уральской нефтегазоносной провинции.
Добыча каменного угля
В районе посёлка Скальный велась добыча каменного угля. В 1939 году геологи-разведчики обнаружили в районе посёлков Всесвятский и Половинка богатые залежи каменного угля. В феврале 1941 года началось строительство первого главного ствола. За рекордно короткий срок строители досрочно сдали шахту в эксплуатацию. Шахта заработала 19 мая 1942 года. Вместе с шахтой строился посёлок. Указом Президиума Верховного Совета РСФСР от 9 июля 1943 года населённый пункт Скальный пригородной зоны города Чусового был отнесён к категории рабочего посёлка и за ним было закреплено прежнее название. В Скальнинский поселковый совет вошли населённые пункты п. Всесвятский, п. Половинка, п. Архиповка.
С 1958 года по 1965 год шахта «Скальная» была реконструирована во второй раз. В 1998 году шахта закрыта.
Минеральные ресурсы
- глины кирпичные — 8 месторождений, Разведанные запасы до 10944 тыс. т.
- формовочный песок — 1 месторождение, разведанные запасы: − 5952 тыс. т.
- гипс — 1 месторождение, разведанные запасы - 2804 тыс. т.
- песчано-гравийные смеси — 14 месторождений, разведанные запасы - 44927 тыс. т.
- известняк — 3 месторождения, разведанные запасы: 3864 тыс. т.; 915 тыс. т.; 6014,3 тыс. т.

Горючие полезные ископаемые
- торф — 13 месторождений, Разведанные запасы до 4353 тыс. т.
- уголь каменный — 4 месторождений, разведанные запасы до 48859 тыс.т

Прочие природные ресурсы
- алюминий. Журавлинское месторождение — запасы 23 тыс. т.

Во время Великой Отечественной войны в районе посёлка Верхнечусовские Городки активно использовались йодобромные источники.

## Почётные граждане района
Среди почётных граждан Чусовского района стоит выделить:
- Виктор Петрович Астафьев — советский и российский писатель, который жил и работал в Чусовом. В городе работает музей писателя;
- Мария Семёновна Корякина-Астафьева — советская и российская писательница, жена Виктора Астафьева;
- Михаил Талгатович Девятьяров — олимпийский чемпион 1988 года по лыжным гонкам;
- Зайцев, Геннадий Николаевич — Герой Советского Союза, командир антитеррористической группы «Альфа»;
- Валентин Яковлевич Курбатов — советский и российский литературный критик, литературовед, прозаик;
- Леонард Дмитриевич Постников — основатель ДЮСШОР «Огонёк» (первая в стране горнолыжная детско-юношеская спортивная школа). Создатель и хранитель Этнографического парка истории реки Чусовой.

## Достопримечательности
- Мемориальный музей истории политических репрессий «Пермь-36» (д. Кучино).
- Этнографический парк истории реки Чусовой (г. Чусовой).
- Чусовской краеведческий музей (г. Чусовой).
- Верхнегородковский детский центр народных ремёсел (п. Верхнечусовские Городки).
- Литературный музей и мемориальный дом-музей В. П. Астафьева (г. Чусовой).
- Музей Чусовского металлургического завода (г. Чусовой).
- Монумент комсомольской славы (г. Чусовой).
- Исторический сквер города Чусового.
- Верхнечусовская Казанская Трифонова женская пустынь (д. Красная Горка).
- Успенский мужской монастырь (д. Успенка).
- Храм Рождества Богородицы (г. Чусовой, п. Камасино).
- Мусульманская мечеть (г. Чусовой).
- Центр народной культуры (г. Чусовой).
- Природный парк «Река Чусовая».
- Памятник природы Шайтан (пещера Шайтанская)[46].

## Археология
К позднему палеолиту относится стоянка Заозерье на левом берегу реки Чусовой (в настоящее время Чусовского плёса Камского водохранилища) и 6-й слой грота Большой Глухой.
6-й слой грота Большой Глухой на правом берегу реки Чусовая (Чусовской район) радиоуглеродным методом датируется возрастом 33 900 лет. Грот Столбовой на Усьвинских столбах имеет радиоуглеродную дату по кости 22 890 ± 200 лет.
К мезолиту относится слой II грота Большой Глухой I на правом берегу реки Чусовой, близ озера Голубое, в 7 км к юго-востоку от г. Чусового. Выделяется также верхнепалеолитические слои III—V.